# Maria Axt
Maria Axt (* 16. November 1925 in Berlin; † 28. August 1987 ebenda) war eine deutsche Kinderbuchautorin, Hörspielsprecherin und Schauspielerin.

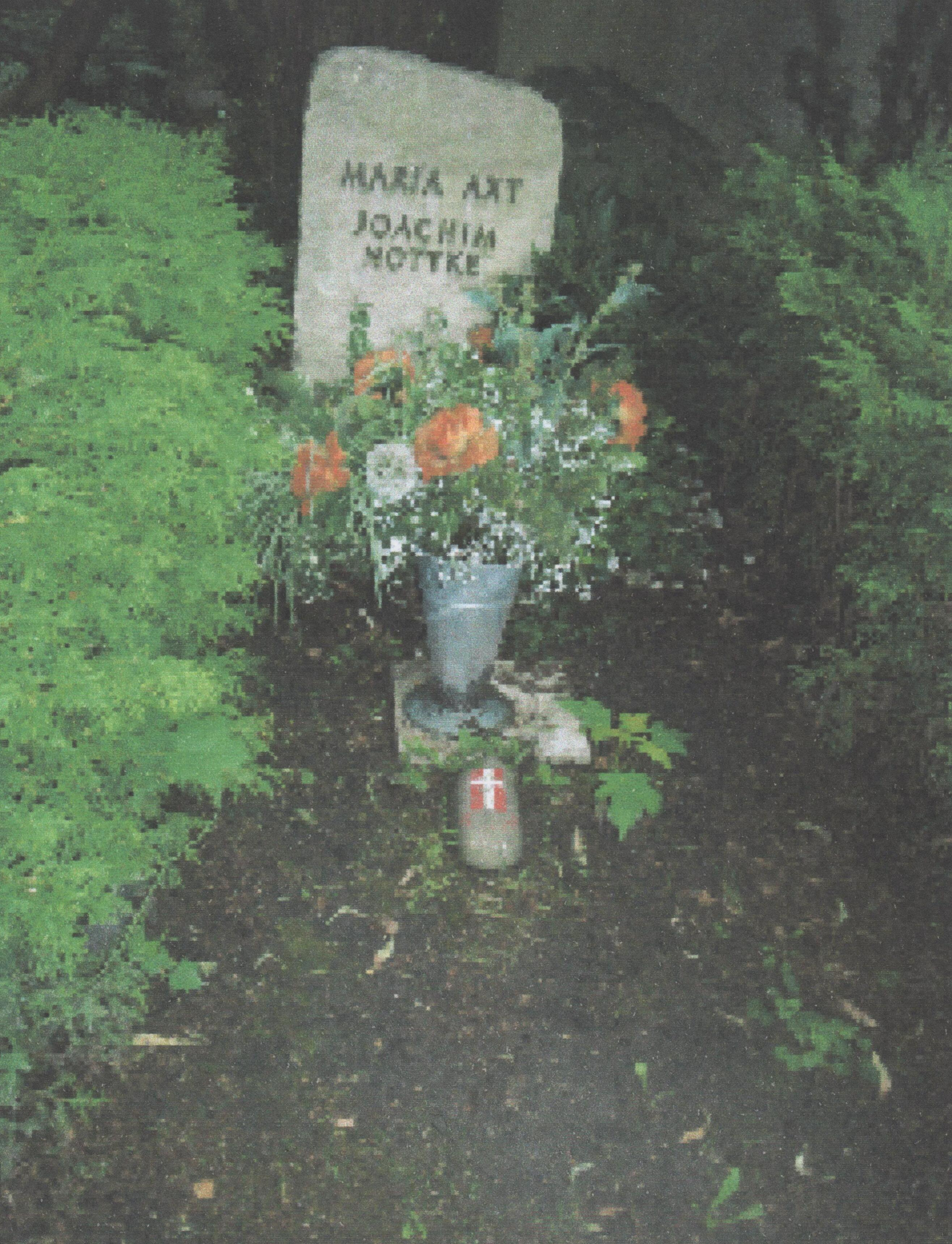
Grabstätte von Maria Axt

## Leben
Die Berliner Schauspielerin war am Theater tätig und wirkte in Fernseh- und Hörspielen mit. Nach einer Folge der Tatort-Serie spielte sie in mehreren Filmen. Unter anderem war Axt 1955 im Film Aschenputtel von Fritz Genschow in der Hauptrolle der Stiefschwester zu sehen.
Wie ihr Ehemann Joachim Nottke und ihre Tochter Katja Nottke war auch Maria Axt als Hörspielsprecherin tätig. Sie ist vor allem für ihre Rolle als Oberhexe Walpurgia bei Bibi Blocksberg bekannt, hatte aber auch mehrere Sprecherrollen bei Benjamin Blümchen, Die kleinen Detektive und anderen Hörspielen.
Axt war auch als Kinderbuchautorin tätig und veröffentlichte mit Rote Socken ihren ersten Roman im Jahre 1981. Außerdem schuf sie die Krimireihe Hansi-Feldmann-Detektive, von welcher mehrere Bücher herausgebracht und nach ihrem Tod von Joachim Nottke unter ihrem Namen weiter geschrieben wurden.
Nottke war Mitglied der Tribüne am Ernst-Reuter-Platz. Zuletzt stand sie an der Seite ihrer Tochter Katja Nottke in der Revue Immer'n bisschen zurück zu des alte Untertanenglück auf der Bühne.
Maria Axt starb am 28. August 1987 im Alter von 61 Jahren an einem Gehirntumor und ruht neben ihrem Gatten auf dem Friedhof Dahlem.

## Filmografie
- 1953: Geliebter Schatten (Regie: Hans-Waldemar Bublitz)
- 1954: Mädchen mit dem Brokatmantel (TV, Regie: Hans-Waldemar Bublitz)
- 1954: Daniel ist mein Feind (TV, Regie: Hans-Waldemar Bublitz)
- 1954: Zwischenfall im Roxy (TV, Hans-Waldemar Bublitz)
- 1955: Aschenputtel (Märchenverfilmung, Regie: Fritz Genschow)
- 1959: Marili (Regie: Josef von Báky)
- 1959: Der Fall Pinedus (Fernsehspiel SFB, Regie: Franz Harnack)
- 1960: Das Haus voller Gäste (TV, Regie: Arthur Pohl)
- 1963: Vertragen ungenügend (Fernsehspiel des Kabaretts Die Stachelschweine)
- 1975: Tatort: Tod im U-Bahnschacht
- 1987: Rosi (Fernsehspiel von Joachim Nottke, Regie: Helmut Meewes)
- 1978: Die Kur (TV-Serie)
- 1978: Die Banklady (Episode der Serie Direktion City, Regie: Helmut Meewes)
- 1979: Elise, ein fast bürgerliches Schicksal  (Episode der Reihe Stadtgeschichten, Regie: Helmut Meewes)
- 1984: Eine Klasse für sich (TV-Serie)

## Theater
- 1950: Sergei Michalkow: Golowin und seine Wandlung – Regie: Inge von Wangenheim (Theater am Schiffbauerdamm Berlin)
- 1952: Peter Karvaš: Menschen unserer Straße – Regie: Gottfried Herrmann (Theater am Schiffbauerdamm Berlin)
- 1952: William Shakespeare: Wie es euch gefällt (Phoebe) – Regie: Falk Harnack (Theater am Schiffbauerdamm Berlin)

## Hörspiele
- 1959: Mischa Mleinek: Der König ist tot (Pamela Barley) – Regie: Curt Goetz-Pflug (Kriminalhörspiel – SFB)
- 1968: Ephraim Kishon: Zieh den Stecker raus, das Wasser kocht (Mrs. Green) – Regie: Wolfgang Spier (Hörspiel – RIAS)
- Spuki, das Schreckgespenst von Schloss Fürstenfurt (1) Tante Felicitas, Freifrau von und zu Fürstenfurt[3]
- Spuki das Schreckgespenst rettet Schloss Fürstenfurt (2) Tante Felicitas, Freifrau von und zu Fürstenfurt[4]
- Spuki das Schreckgespenst in Nöten (3) Tante Felicitas, Freifrau von und zu Fürstenfurt[5]
- Benjamin Blümchen Benjamin, der erste Wetterelefant (1) Aurelia Nussbaum
- Benjamin Blümchen Kampf dem Lärm (3) Stadträtin
- Benjamin Blümchen Benjamin auf dem Baum (8) Stadträtin
- Benjamin Blümchen Benjamin Blümchen hat Geburtstag (9) Stadträtin
- Benjamin Blümchen Benjamin und das Schloß (10) Stadträtin
- Benjamin Blümchen Benjamin und Bibi Blocksberg (20) Chefin
- Benjamin Blümchen Benjamin als Koch (23) Frau Glotz (Regisseurin)
- Benjamin Blümchen Benjamin als Pirat (41) Kostümverleiherin
- Benjamin Blümchen Der Weihnachts-Abend (51) Stadträtin
- Bibi Blocksberg Auf dem Hexenberg (18) Oberhexe Walpurgia
- Bibi Blocksberg Die verhexte Hitparade (27) Frau Diva
- Bibi Blocksberg Der Hexenfluch (35) Oberhexe Walpurgia
- Bibi Blocksberg Der Schulausflug (11), als Heimleiterin Elfriede Buchholz
- Biene Maja und ihre Abenteuer (1–3), als Grille Iffi bzw. Fliege
- Das verhexte Telefon und andere Geschichten von Erich Kästner, als Frau Pfeffer

## Werke
- Rote Socken. Ensslin und Laiblin, Reutlingen 1981, ISBN 3-7709-0492-3.
- Krähenwinkel 13. Ensslin und Laiblin, Reutlingen 1982, ISBN 37709-0516-4. (Reihe Hansi-Feldmann-Detektive)
- Zimmer 777. Ensslin und Laiblin, Reutlingen 1983, ISBN 3-7709-0535-0.
- Die geheimnisvolle Stimme. Ensslin und Laiblin, Reutlingen 1984, ISBN 3-7709-0560-1.
- Achtung, schwarze Limousine!. Ensslin und Laiblin, Reutlingen 1986, ISBN 3-7709-0615-2. (Reihe Hansi-Feldmann-Detektive)
- Schatten am Fenster. Ensslin und Laiblin, Reutlingen 1985, ISBN 3-7709-0590-3. (Reihe Hansi-Feldmann-Detektive)
- Spürnasen an Bord. Ensslin und Laiblin, Reutlingen 1988, ISBN 3-7709-0671-3.
- Ein Ticket für Perro. Ensslin und Laiblin, Reutlingen 1989, ISBN 3-7709-0696-9.
- Spuren im Sand. Ensslin und Laiblin, Reutlingen 1990, ISBN 3-7709-0722-1. (Reihe Hansi-Feldmann-Detektive)
- Kamera ab!: Die Hansi-Feldmann-Detektive in der verrückten Welt des Films. Ensslin und Laiblin, Reutlingen 1991, ISBN 3-7709-0748-5. (Reihe Hansi-Feldmann-Detektive)
- Knolle und die Mädchendetektive. Ensslin und Laiblin, Reutlingen 1992, ISBN 3-7709-0767-1.
- Das Haus über die Elbe. Ensslin und Laiblin, Reutlingen 1993, ISBN 3-7709-0788-4. (Reihe Hansi-Feldmann-Detektive)
- Wo ist Bingo?: Die Hansi-Feldmann-Detektive auf der Suche nach einem verschwundenen Pony. Ensslin und Laiblin, Reutlingen 1994, ISBN 3-7709-0815-5. (Reihe Hansi-Feldmann-Detektive)
- Das Mädchen, das durch die Wand ging: ein neuer Fall für Hansi Feldmann. Ensslin und Laiblin, Reutlingen 1995, ISBN 3-7709-0852-X. (Reihe Hansi-Feldmann-Detektive)
- Das Mädchen, das vom Himmel fiel: ein neuer Fall für Hansi Feldmann. Ensslin und Laiblin, Reutlingen 1996, ISBN 3-7709-0882-1. (Reihe Hansi-Feldmann-Detektive)
- Das Mädchen mit den drei Vätern. Ensslin und Laiblin, Reutlingen 1997, ISBN 3-7709-1112-1. (Reihe Hansi-Feldmann-Detektive)
- Achtung, Spürnasen: pfiffige Krimis mit den Hansi-Feldmann-Detektiven. Ensslin und Laiblin, Reutlingen 1997, ISBN 3-7709-1113-X. (Reihe Hansi-Feldmann-Detektive)